# وحدات المظليين وقوات الأمن الخاصة (السعودية)
وحدات المظليين وقوات الأمن الخاصة هي أحد الأسلحة الهامة للجيش السعودي؛ إذ أن المنتسبين إليها ينتقون من النخبة المهيأة لتنفيذ أصعب المهام وأدقها. وبالتأكيد فإن حرب القوات الخاصة ذات نوع وشكل مختلف، ويعتبر منسوبو هذه الوحدات من العناصر المؤهلة التي تسند إليها أصعب المهام وأكثرها حساسية لتنفيذها، معتمدين في ذلك على ما تلقوه من تدريب يعتمد بالدرجة الأولى على قوة التحمل ومواجهة الصعاب والاستعداد الدائم للعمل تحت مختلف الظروف والبيئات.